# 亚历山大·拉季舍夫
亚历山大·尼古拉耶维奇·拉季舍夫（羅馬化：Aleksandr Nikolayevich Radishchev；1749年8月31日—1802年9月24日）是18世纪俄罗斯革命家、思想家和文学家，其小说作品所体现的民主主义精神和人道主义精神标志着18世纪俄国小说发展的顶峰。

## 生平与创作
拉季舍夫生于俄罗斯帝国奔萨省库兹涅茨克县的一个贵族家庭。在童年时代，拉季舍夫接受了历史、宗教和民间文化等方面的教育。7岁时，作家被寄养到莫斯科的舅父家中。在莫斯科，法国家庭教师和莫斯科大学教授的授课给拉季舍夫幼小的心灵播下民主和科学的种子。1762年，拉季舍夫进入彼得堡军事学校学习。1766午，他以优异成绩完成学业，并与其他同学一起被派往德国莱比锡大学攻读法律。大学学习期间，除专业课程以外，拉季舍夫接触到哲学、文学和自然科学等书籍。在接受卢梭、狄德罗和马布里等人启蒙主义思想影响之后，青年拉季舍夫成为了一位唯物主义者。
1771年10月，拉季舍夫学成回国，先后在元老院、军事法庭、贸易部和海关管理局等处任职，由此他开始了文学创作活动。拉季舍夫加入诺维科夫领导的“努力印书社”，并于1773年出版译著《论希腊史》（作者马布里）。在这部译著的一条注释中，拉季舍夫写道专制政治是最违反人性的一种制度。
1781—1783年，拉季舍夫创作长诗《自由颂》（1781—1783）。它表现了反抗专制压迫，争取平等自由的主题，这个主题贯穿于作家一生的创作之中。
1789—1790年，拉季舍夫先后完成了《给一个住在托波尔斯克的朋友的信》（1782）、《乌沙科夫传》（1789）和《何谓祖国之子》（1789）以及代表作《从彼得堡到莫斯科旅行记》。在这些著述中，作家提出了民权、公民责任以及“以暴力推翻专制农奴制”等思想。后期，作家还撰写有《论人、人的死亡和不朽》（?）、《关于中国市场的信》（1792）等著述。拉季舍夫的《旅行记》出版後，立即被当局全部焚毁，只剩有数十册以手抄本形式在民间流传（1858年《旅行记》由赫尔岑主持在伦敦出版第二版），直到1905年才准許在俄國境內出版。同时作家遭到沙皇当局逮捕，先被法庭处以死刑，后被改为七年流放。1801年3月，亚历山大一世登基，作家获得赦免，并被任命为宪法委员会委员。然而作家的社会理想终于化为乌有，最后自尽身亡。